# Illegal Art
Illegal Art é um selo de música independente sediado nos EUA. Localizada em New Hampshire, EUA, é especializado no lançamento de álbuns de artistas produzidos a partir de samplers, material copyleft e Creative Commons. O selo é citado na página do Illegal Art Organization, de mesmo nome, porém, não tem ligações comerciais com o mesmo.

## Artistas
- Junk Culture
- The Bran Flakes
- Girl Talk
- Steinski
- Oh Astro
- Realistic
- P. Miles Bryson
- B'O'K'
- Corporal Blossom